# Burçağ Başel
Burçağ Başel (* 15. Mai 1989 in Kadıköy, Istanbul) ist ein türkischer Fußballspieler, der für Sivasspor spielt.

## Karriere
Burçağ Başel durchlief die Jugend von Kartal Cevizli Gençlergücü und Pendikspor und wechselte dann 2002 in die Jugend von Fenerbahçe Istanbul. 2006 erhielt er von seinem Verein einen Profi-Vertrag, spielte aber zwei Spielzeiten ausschließlich für die zweite Auswahl. 2008/09 wurde er an den Drittligisten Alibeyköyspor ausgeliehen und konnte hier 21 Ligaspiele absolvieren. 2009/10 wechselte er zum Drittligisten Tavşanlı Linyitspor. Hier absolvierte er lediglich zwei Spiele und wechselte zur Winterpause erneut, diesmal zum Viertligisten Darıca Gençlerbirliği. Auch hier blieb er nur eine halbe Spielzeit und heuerte für die neue Saison beim Viertligisten 'Anadolu Üsküdar' an. 
Seit der Saison 2011/12 ist er für den Erstligisten Sivasspor aktiv. Hier lief er bisher für die zweite Auswahl auf, besitzt aber eine Spielberechtigung für das Profi-Team.